# 椭圆算子

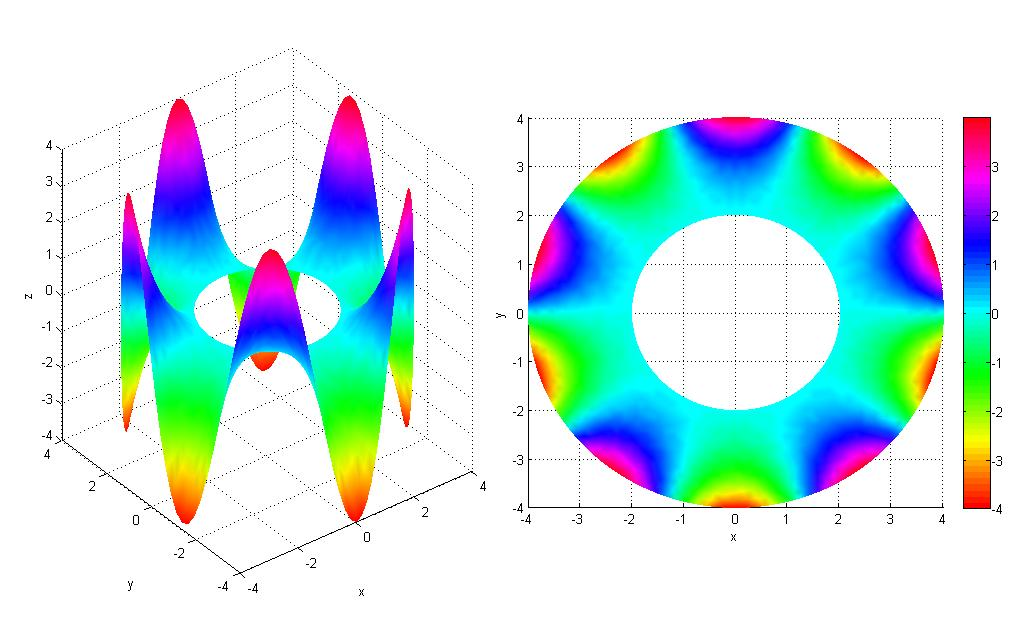
定义在环形上的拉普拉斯方程上的一个解。拉普拉斯算子是椭圆算子的最有名的一个例子。

椭圆算子是数学偏微分方程理论中的一类微分算子，它是拉普拉斯算子的泛化。椭圆算子定义为所有最高阶导数的系数为正的微分算子，这意味着算子没有实的特征方向。
椭圆算子是典型的位势论，并且它们频繁地出现在静电学和连续介质力学中。椭圆算子的正则性意味着它的解通常是光滑函数（如果算子的系数是光滑的）。双曲方程和抛物方程的稳定解通常要求解椭圆方程。

## 定义
{\displaystyle \mathbb {R} ^{n}}域{\displaystyle \Omega }上的线性微分算子{\displaystyle L}
{\displaystyle Lu=\sum _{|\alpha |\leq m}a_{\alpha }{\partial }^{\alpha }u}
被称为椭圆算子，如果对任意{\displaystyle x\in \Omega }，任意非零{\displaystyle \xi \in \mathbb {R} ^{n}}满足
{\displaystyle \sum _{|\alpha |=m}a_{\alpha }{\xi }^{\alpha }\neq 0}。
在许多应用中仅满足上述条件还远远不够，当{\displaystyle m=2k}时可用一致椭圆条件代替它：
{\displaystyle (-1)^{k}\sum _{|\alpha |=2k}a_{\alpha }(x)\xi ^{\alpha }>C|\xi |^{2k},}
其中C是正常数。注意到椭圆性只依赖于最高阶项。
非线性算子
{\displaystyle L(u)=F(x,u,(\partial ^{\alpha }u))_{|\alpha |\leq 2k}}
是椭圆算子如果它关于{\displaystyle u}的一阶泰勒展开式在任意一点处都是线性椭圆算子。

## 实例：二阶算子
为了说明问题，我们选取二阶偏微分算子形式，
{\displaystyle P\phi =\sum _{k,j}a_{kj}D_{k}D_{j}\phi +\sum _{\ell }b_{\ell }D_{\ell }\phi +c\phi }
其中{\displaystyle D_{k}={\frac {1}{\sqrt {-1}}}\partial _{x_{k}}}.如果满足高阶项系数矩阵x
{\displaystyle {\begin{bmatrix}a_{11}(x)&a_{12}(x)&\cdots &a_{1n}(x)\\a_{21}(x)&a_{22}(x)&\cdots &a_{2n}(x)\\\vdots &\vdots &\ddots &\vdots \\a_{n1}(x)&a_{n2}(x)&\cdots &a_{nn}(x)\end{bmatrix}}}
为正定实系数对称矩阵，则这样的算子叫做椭圆算子。

## 参看
- 抛物偏微分方程
- 外尔引理